# Eribolus slesvicensis
Eribolus slesvicensis är en tvåvingeart som beskrevs av Becker 1910. Eribolus slesvicensis ingår i släktet Eribolus och familjen fritflugor. Arten är reproducerande i Sverige. Inga underarter finns listade i Catalogue of Life.